# Лики (город)
Лики (англ. Leakey) — город в США, расположенный в центральной части штата Техас, административный центр округа Риол. По данным переписи за 2010 год число жителей составляло 425 человек, по оценке Бюро переписи США в 2017 году в городе проживало 439 человек.

## История

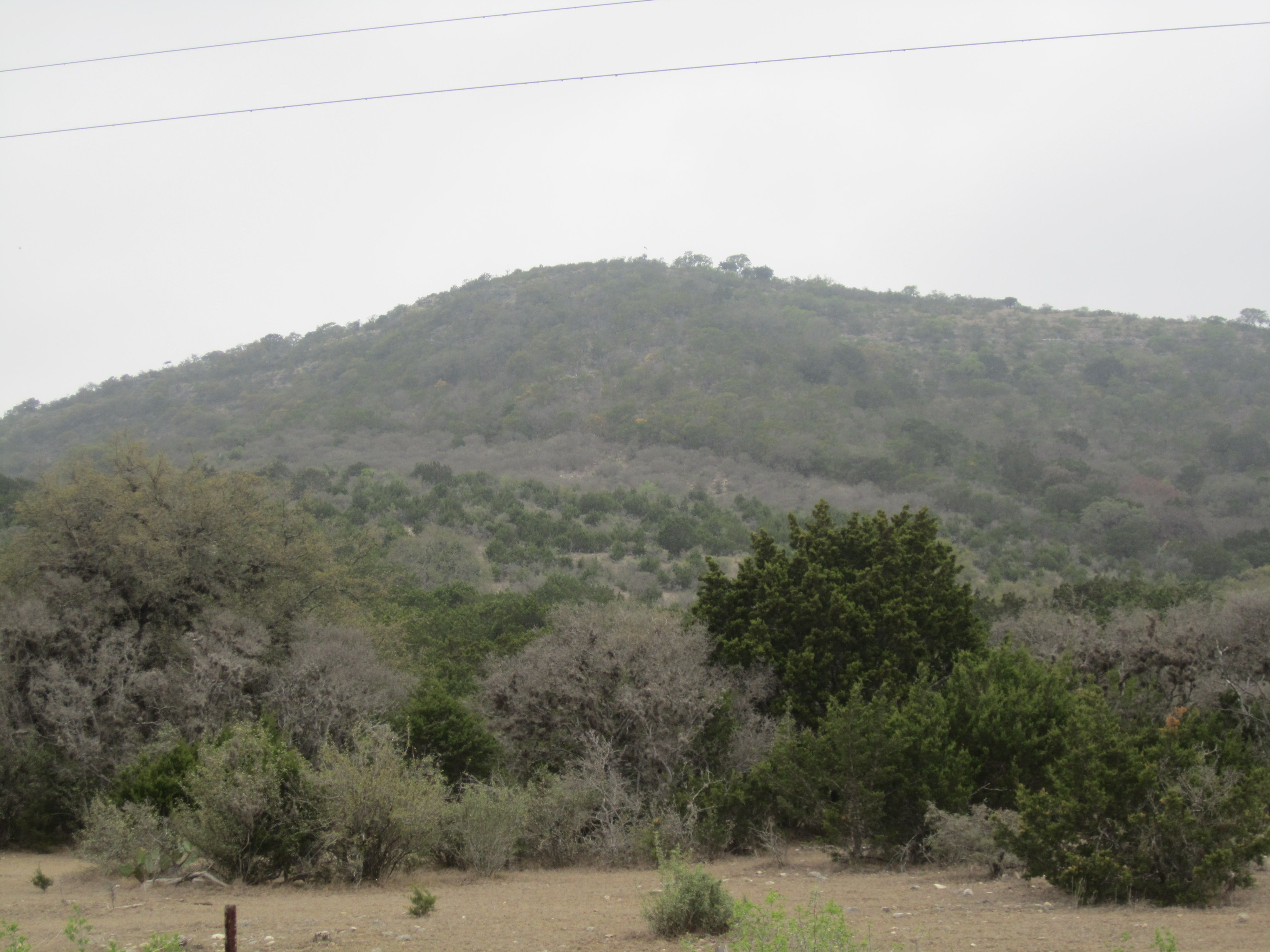
Пейзаж региона Хилл-Кантри из Лики

Раскопки в близлежащем каньоне Фрио показали, что территория была населена во времена палеоиндейцев. Позже территорию населяли племена липанов, команчей и тонкава. Первые европейцы поселились в регионе в 1856 году. Джон Лики с семьёй и ещё несколько поселенцев остановились около ручья, который позже назвали Лики-Спрингс. В 1883 году в город переехало почтовое отделение, был открыт первый магазин, спустя год Лики стал административным центром округа Эдвардс. В 1886 году построена первая методистская церковь. В 1891 году власти округа переехали в Рокспрингс, а в 1913 году, при образовании нового округа, Лики снова стал административным центром.
11 июня 1951 году город получил устав, началось формирование органов местного управления. Изначально деревообработка, перевозка грузов, выращивание кукурузы и хлопка были важнейшими статьями доходов региона, однако постепенно основной отраслью стало скотоводство и выращивание ангорских коз. Также прибыль региону приносит туризм.

## География
Лики находится в центральной части округа, его координаты: 29°43′31″ с. ш. 99°45′47″ з. д..
Согласно данным бюро переписи США, площадь города составляет около 1,5 км2, полностью занятых сушей.

### Климат
Согласно классификации климатов Кёппена, в Лики преобладает влажный субтропический климат (Cfa).
| Показатель                    | Янв. | Фев. | Март  | Апр. | Май  | Июнь | Июль | Авг. | Сен. | Окт. | Нояб. | Дек.  | Год   |
| ----------------------------- | ---- | ---- | ----- | ---- | ---- | ---- | ---- | ---- | ---- | ---- | ----- | ----- | ----- |
| Абсолютный максимум, °C       | 31,1 | 35   | 35    | 37,8 | 38,3 | 41,7 | 40,6 | 41,7 | 40   | 36,7 | 32,2  | 31,1  | 41,7  |
| Средний суточный максимум, °C | 16   | 17,9 | 21,8  | 25,8 | 28,9 | 32,2 | 33,5 | 33,6 | 30,7 | 26,2 | 20,4  | 16,7  | 25,3  |
| Средняя температура, °C       | 7,9  | 9,9  | 13,8  | 18,3 | 22,4 | 25,7 | 26,8 | 26,4 | 23,6 | 18,4 | 12,6  | 8,6   | 17,9  |
| Средний суточный минимум, °C  | −0,3 | 1,9  | 5,9   | 10,9 | 15,8 | 19,1 | 20,2 | 19,4 | 16,3 | 10,6 | 4,8   | 0,4   | 10,4  |
| Абсолютный минимум, °C        | −15  | −15  | −12,8 | −5   | 1,1  | 7,2  | 11,7 | 11,7 | 2,2  | −6,7 | −17,8 | −16,1 | −16,1 |
| Норма осадков, мм             | 32   | 38   | 50    | 63   | 82   | 84   | 65   | 67   | 88   | 85   | 50    | 27    | 732   |
| Источник: weatherbase.com     |      |      |       |      |      |      |      |      |      |      |       |       |       |

## Население
Согласно переписи населения 2010 года в городе проживало 425 человек, было 174 домохозяйства и 115 семей. Расовый состав города: 91,5 % — белые, 0,5 % — афроамериканцы, 2,1 % — 
коренные жители США, 0 % — азиаты, 0 % — жители Гавайев или Океании, 3,3 % — другие расы, 2,6 % — две и более расы. Число испаноязычных жителей любых рас составило 26,4 %.
Из 174 домохозяйств, в 33,3 % живут дети младше 18 лет. 54 % домохозяйств представляли собой совместно проживающие супружеские пары (23 % с детьми младше 18 лет), в 8,6 % домохозяйств женщины проживали без мужей, в 3,4 % 
домохозяйств мужчины проживали без жён, 33,9 % домохозяйств не являлись семьями. В 30,5 % домохозяйств проживал только один человек, 10,3 % составляли одинокие пожилые люди (старше 65 лет). Средний размер домохозяйства составлял 2,44 человека. Средний размер семьи — 2,97 человека.
Население города по возрастному диапазону распределилось следующим образом: 27,2 % — жители младше 20 лет, 20,5 % находятся в возрасте от 20 до 39, 34,4 % — от 40 до 64, 17,9 % — 65 лет и старше. Средний возраст составляет 41,1 года.
Согласно данным опросов пяти лет с 2012 по 2016 годы, медианный доход домохозяйства в Лики составляет 29 167 долларов США в год, медианный доход семьи — 38 068 долларов. Доход на душу населения в городе составляет 11 770 долларов. Около 20,6 % семей и 30,8 % населения находятся за чертой бедности. В том числе 41,5 % в возрасте до 18 лет и 8,4 % старше 65 лет.

## Местное управление

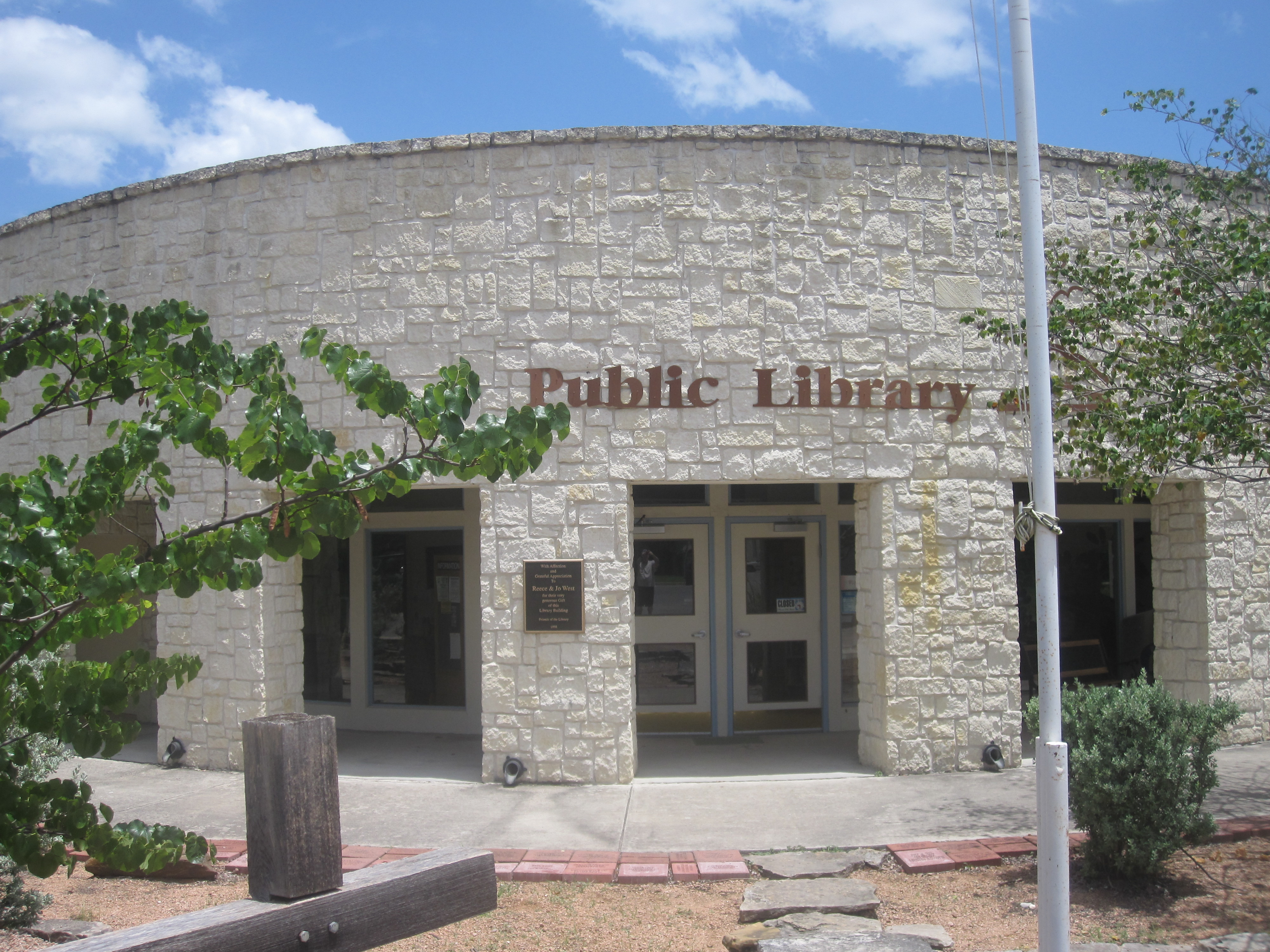
Библиотека города

Управление городом осуществляется мэром и городским советом, состоящим из 5 человек.
Другими важными должностями, на которые происходит наём сотрудников, являются:
- Городской секретарь

## Инфраструктура и транспорт
Основными автомагистралями, проходящими через Лики, являются:
- автомагистраль 83 США идёт с севера от города Джанкшен на юг к Ювалде.

В городе располагается аэропорт округа Риол. Аэропорт располагает одной взлётно-посадочной полосой длиной 1212 метров. Ближайшим аэропортом, выполняющим коммерческие рейсы, является международный аэропорт Сан-Антонио. Аэропорт находится примерно в 170 километрах к востоку от Лики.

## Образование
Город обслуживается независимым школьным округом Лики.

## Галерея

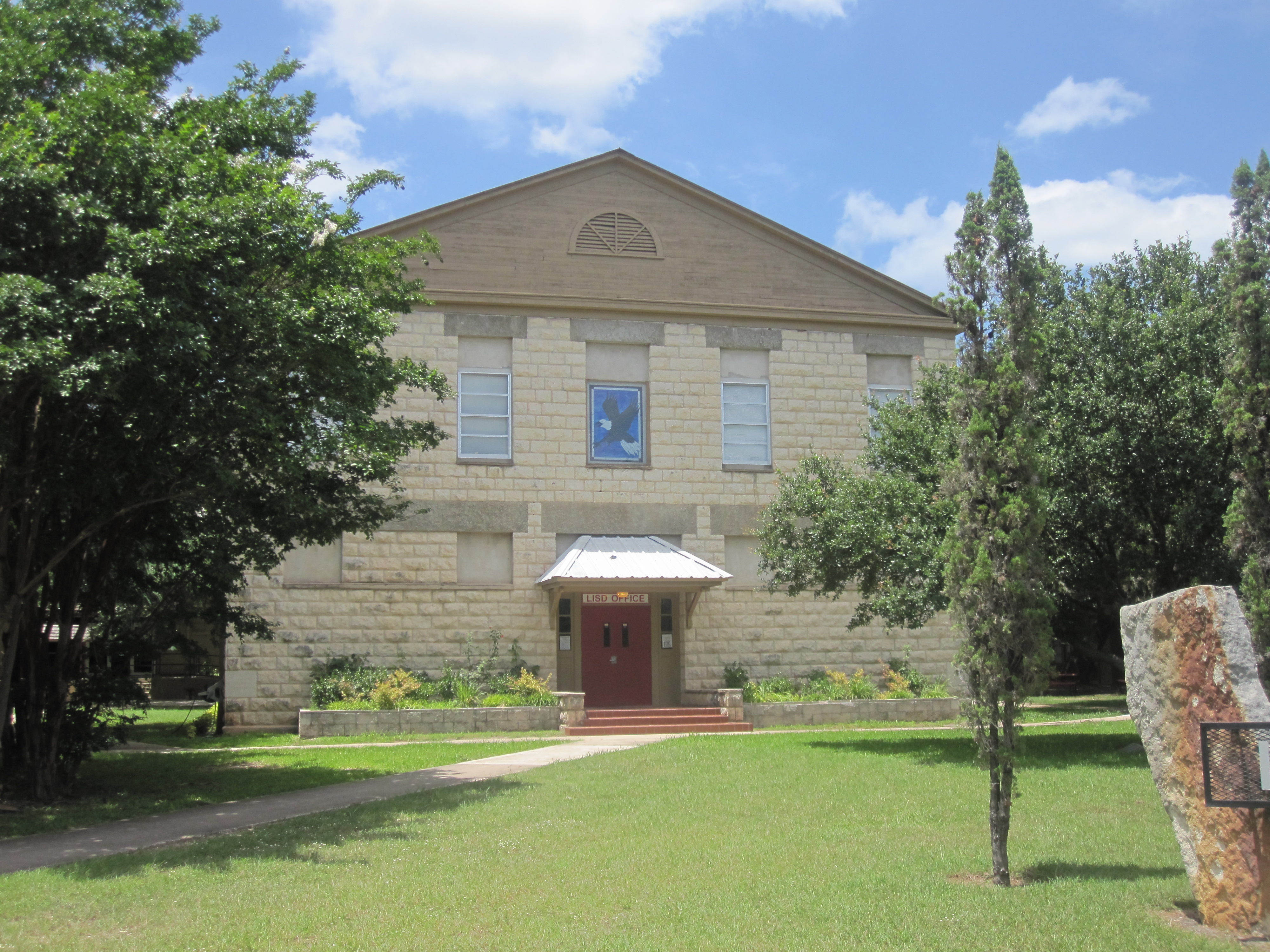
Офис независимого школьного округа Лики
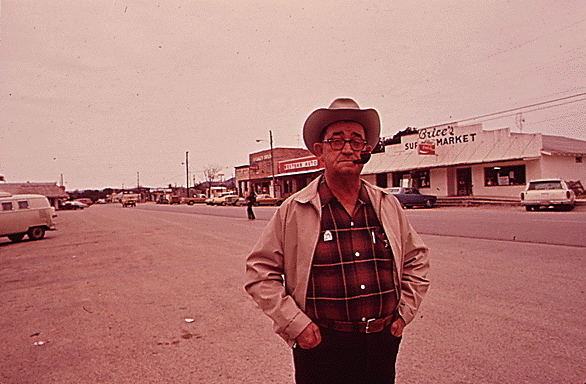
Главная улица, 1972 год
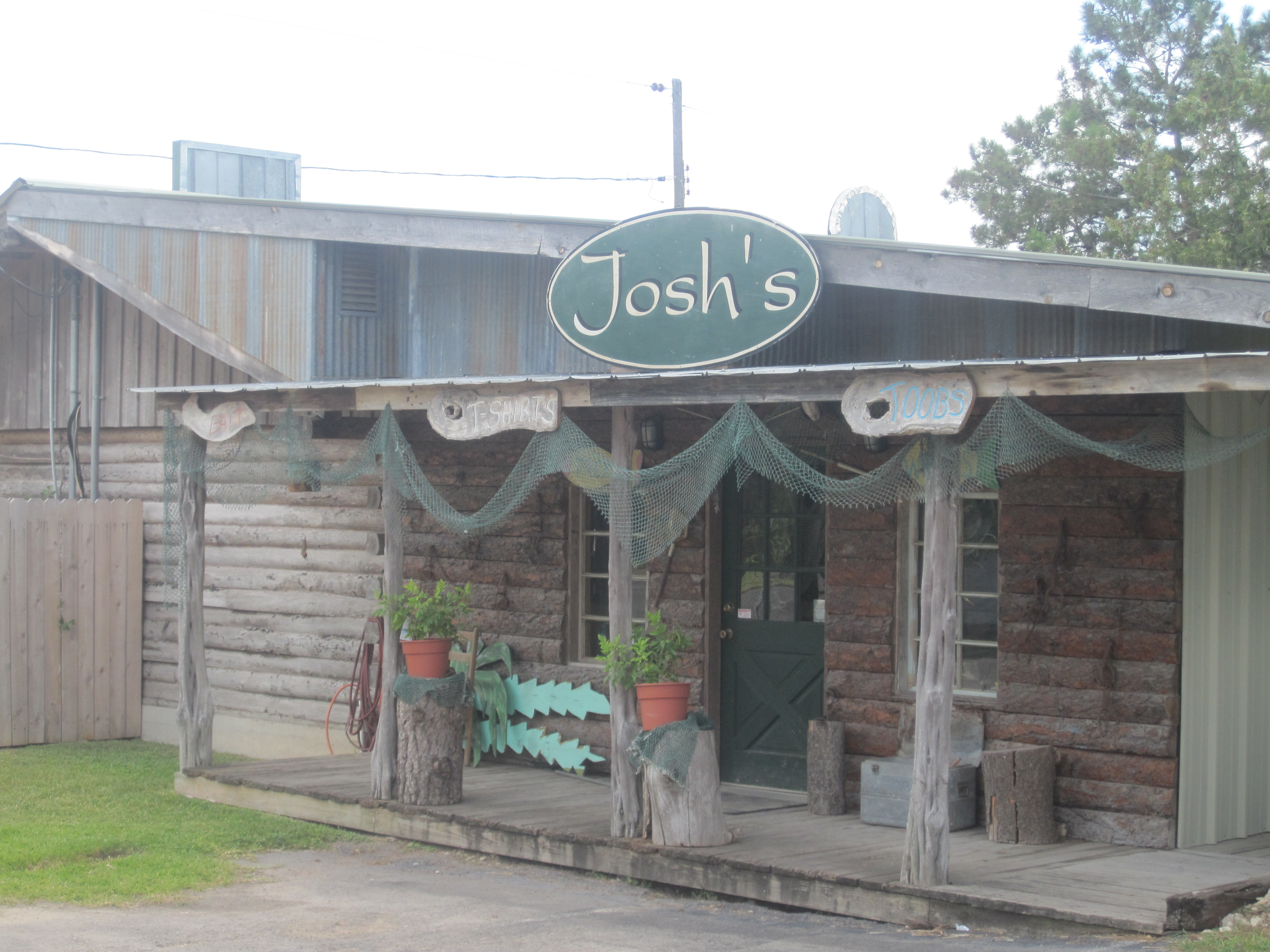
Магазин Josh's Frio River Outfitters
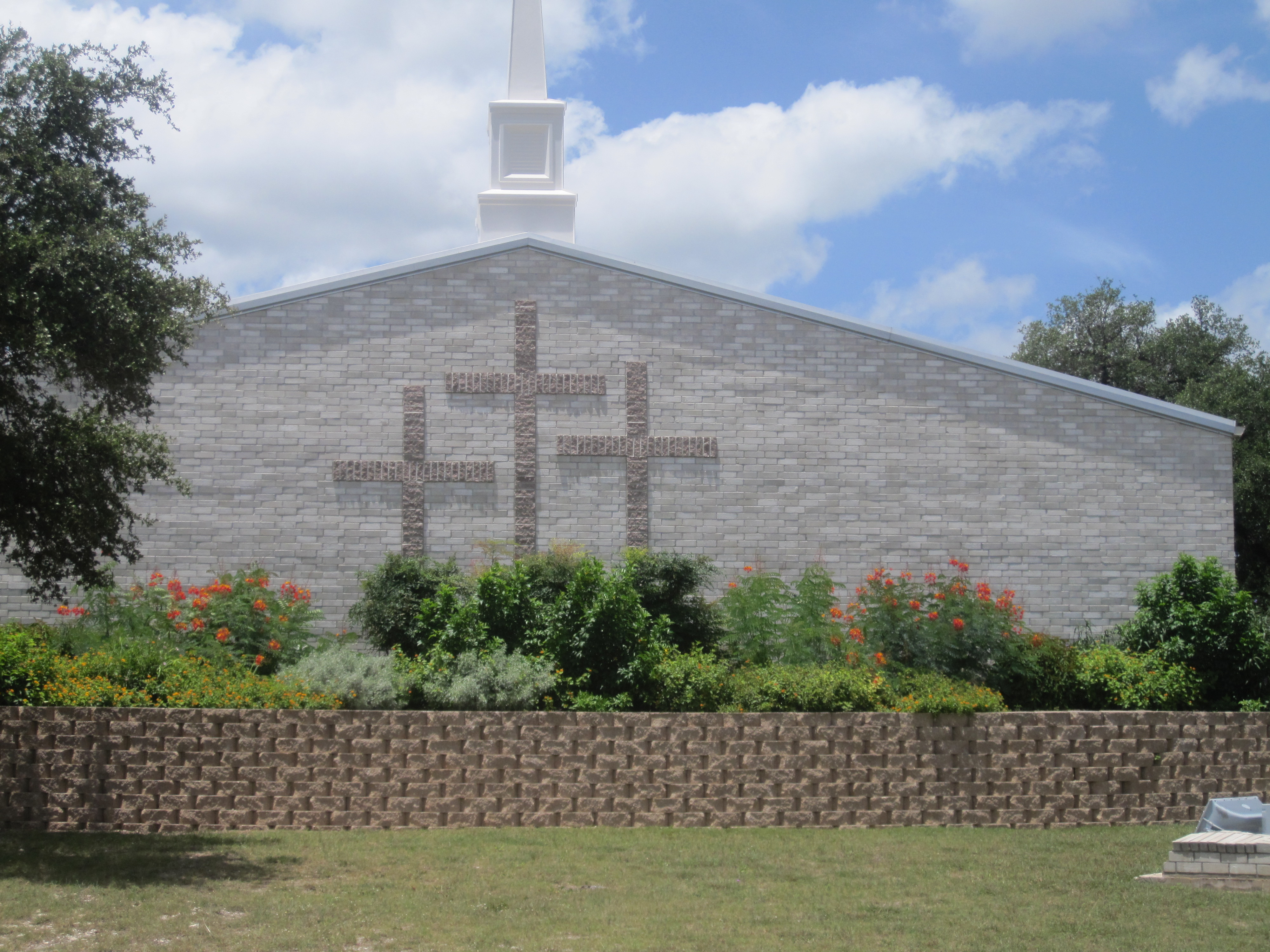
Баптистская  церковь Frio Canyon на юге Лики
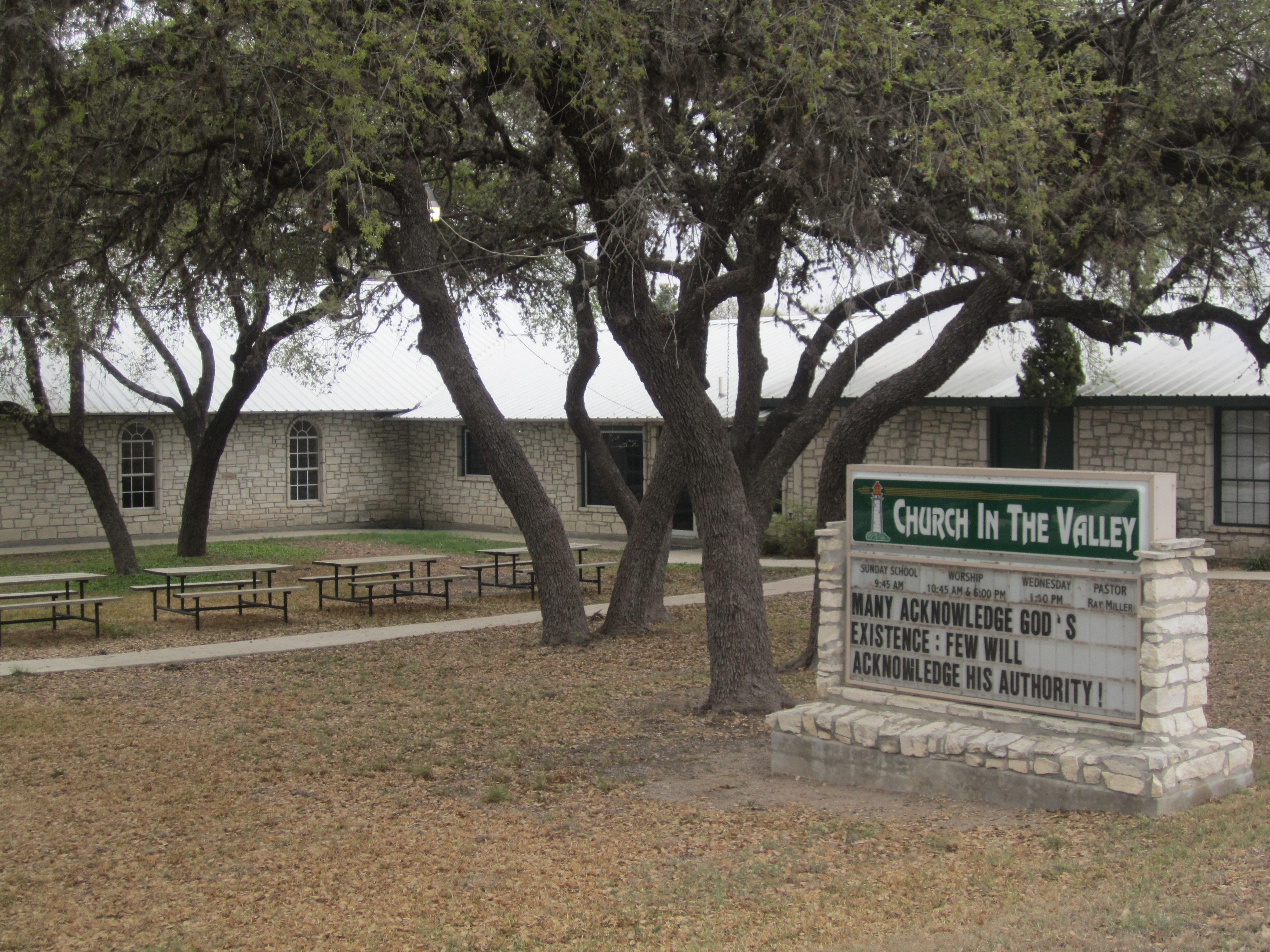
Неконфессиональная церковь в городе